# 5-й уланський полк (Австро-Угорщина)
5-й уланський полк — полк цісарсько-королівської кавалерії Австро-Угорщини.
Повна назва: K.u.k. Ungarisch-Kroatisches Ulanen-Regiment «Nikolaus II. Kaiser von Rußland» Nr. 5
Дата заснування — 1848 рік..
Почесний шеф — російський імператор Микола ІІ.

## Особовий склад полку
Національний склад (1914 рік) — 97 % серби і хорвати та 3 % інших.
Мова полку (1914) — сербсько-хорватська.
Набір рекрутів (1914 рік) — у місті Загреб.

## Дислокація полку
| I. | II. |
| --- | --- |
| - 1849 Вараждин - 1851 Грац - 1854 Шарошпатак - 1855 Мішкольц, потім Дєндєш - 1856 Цеґлед - 1857-59 Кронштадт - 1865-66 Пешт - 1866 Дєндєш - 1870 Фюнфкірхен | - 1871 Рума - 1874 Санкт-Ґеорґен - 1875 Сісак - 1878 Травник - 1879 Тольна - 1889 Штульвайсенбурґ - 1896 Вараждин - 1912 Штайнманаґер |

- 1914 рік — штаб і обидва дивізіони — у місті Сомбатгей.
- 1914 рік — V корпус, 2 кавалерійська дивізія, 16 Бригада кавалерії[4].

## Командири полку
- 1859: Юліус Флюк фон Ляйденкорн[5]
- 1865: Пауль Хомпеш-Боллхайм[6]
- 1879: Петер фон Тер[7]
- 1914: Рудольф Фуртмюллер[8]